# Sinostrangalis
Sinostrangalis is een kevergeslacht uit de familie van de boktorren (Cerambycidae). De wetenschappelijke naam van het geslacht werd voor het eerst geldig gepubliceerd in 1960 door Hayashi.

## Soorten
Sinostrangalis omvat de volgende soorten:
- Sinostrangalis clermonti (Pic, 1927)
- Sinostrangalis elegans (Tippmann, 1955)
- Sinostrangalis ikedai (Mitono & Tamanuki, 1939)
- Sinostrangalis leptus (Gahan, 1906)
- Sinostrangalis luteosignatus (Pic, 1955)